# The Holy Modal Rounders

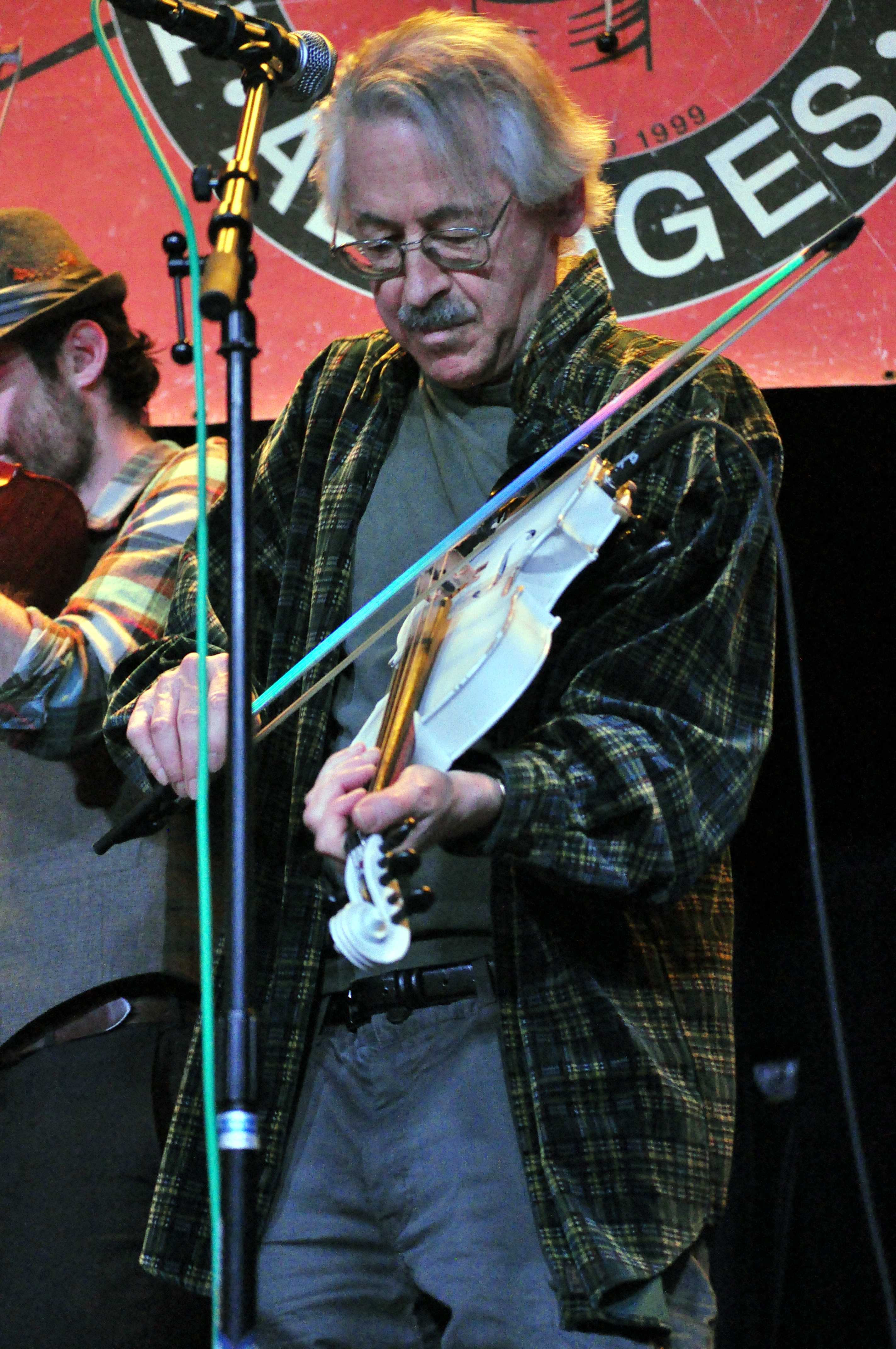
Peter Stampfel de The Holy Modal Rounders

The Holy Modal Rounders va ser un grup de música folk nord-americà, originalment un duo format per Peter Stampfel i Steve Weber, que van començar a actuar junts al Lower East Side de la ciutat de Nova York a principis dels anys 1960. La seva fusió de música del renaixement del folk i psicodèlia els va donar un seguiment de culte des de finals dels anys 1960s fins a finals dels 1970s. Durant algun temps el grup també va incloure a la formació al dramaturg i actor Sam Shepard.

## Origen del nom
Stampfel va explicar l'origen del nom al webzine Perfect Sound Forever:
Vam seguir canviant el nom. Primer va ser The Total Quintessence Stomach Pumpers. Després The Temporal Worth High Steppers. Després The Motherfucker Creek Babyrapers. Aquest nom va ser només un nom de broma. Ell era Rinky-Dink Steve the Tin Horn i jo era Fast Lightning Cumquat. Ell era Teddy Boy Forever i jo era Wild Blue Yonder. Vam seguir canviant els noms. Després va ser The Total Modal Rounders. Llavors estant col·locats de marihuana algú, potser Steve Close, va dir Holy Modal Rounders per error. Vam seguir posant-nos noms diferents i esperant fins que algú ens comencés a anomenar d'aquella manera. Quan vam arribar a Holy Modal Rounders, tots van decidir per acumulació [sic] que érem The Holy Modal Rounders. Aquesta és la forma més pràctica d'aconseguir un nom.

## Carrera
Stampfel i Weber van ser presentats l'un a l'altre per Antonia, figura de Greenwich Village que també va escriure o co-escriure moltes de les seves cançons. El seu primer àlbum, The Holy Modal Rounders, publicat el 1964, va incloure la seva versió de "Hesitation Blues", a la lletra del qual apareix per primera vegada a la música popular el terme psicodèlic (psychedelic, pronunciat a la cançò "psycho-delic"). Poc després de la publicació del seu segon àlbum, The Holy Modal Rounders 2, el 1965, van unir-se a Ed Sanders i Tuli Kupferberg a The Fugs durant un breu període. Les seves gravacions amb The Fugs el 1965 es troben als àlbums The Village Fugs, Virgn Fugs, i Fugs 4, Rounders Score. Weber va escriure el clàssic de culte "Boobs a Lot" per a The Fugs, i els Rounders van gravar-lo més tard a l'àlbum Good Taste Is Timeless.
Després d'abandonar The Fugs, els Rounders van reagrupar-se incorporant Sam Shepard i Lee Crabtree per gravar el seu tercer àlbum, Indian War Whoop, i van aparèixer a l'obra de Shepard Forensic. El seu quart àlbum, The Moray Eels Eat the Holy Modal Rounders, gravat el 1968, va incloure la cançó "Bird Song" (essencialment la cançó de Ray Price "You Done Me Wrong" amb les lletres modificades), que va aparèixer a la pel·lícula de Dennis Hopper Easy Rider. El 1968 la banda va interpretar "You've Got the Right String but the Wrong Yo Yo" a la sèrie de TV Laugh-In, amb la presència dels ganduls ancians interpretats per Ruth Buzzi i Arte Johnson.
El 1970, Robin Remailly i Dave Reisch van unir-se a la banda, que es va traslladar a Boston i després a Oregon, incorporant a Ted Deane, Roger North, i Jeff "Skunk" Baxter. Stampfel va quedar-se a Nova York però va tocar i gravar amb la banda ocasionalment. El cinquè àlbum de la banda, Good Taste Is Timeless, va ser publicat el 1971 per Metromedia, i el sisè, Alleged in Their Own Time, el va publicar Rounder Records el 1975.

## Història posterior
Stampfel va formar l'efímera banda Unholy Modal Rounders (1975 - 1977) amb Kirby Pines, Charlie Messing, Jeff Berman i Paul Presti. El grup va ser part de Have Moicy!, una col·laboració amb Michael Hurley, Jeffrey Frederick i els Clamtones.
Després de publicar Last Round el 1978, els Holy Modal Rounders es van tornar a separar. Stampfel i Weber van reunir-se breument per gravar Going Nowhere Fast (1980).
Mentre treballava per a la seva dona Betsy Wollheim com a lector editorial a DAW Books, Stampfel va formar The Bottle Caps, publicant Peter Stampfel and the Bottlecaps (1986), The People's Republic of Rock n' Roll (1989), i un àlbum de clàssics, You Must Remember This (1994). Va guanyar un Premi Grammy el 1998 per l'escriptura de part de les notes d'àlbum de la reedició en format CD de l'Antologia de música folk americana. Quan li van preguntar si tenia alguna cosa pensada per al seu premi, va afirmar a The New York Times "Hi posaré mel i la lleparé."
The Holy Modal Rounders van seguir junts durant 20 anys sense Stampfel, amb la banda ubicada a Portland, Oregon, mentre que Stampfel s'havia quedat a Nova York. La banda va fer gires pels Estats Units i Escandinàvia però es va mantenir establerta a Portland, encara com a The Holy Modal Rounders. Alguns fans van posar-los el sobrenom "The Electric Rounders", ja que de la mateixa manera que van fer moltes altres bandes, van canviar el seu so acústic per atreure audiències més grans.
Stampfel i Weber van reunir-se novament sota el nom original dels Rounders per a Too Much Fun l'any 1999. Des de llavors, Stampfel ha publicat discos amb els Du-Tels (No Knowledge of Music Required, 2001) i The Bottle Caps (The Jig Is Up, 2004). Segueix en actiu musicalment, tocant amb una sèrie de grups majoritàriament a la ciutat de Nova York. L'any 2008 alguns dels concerts d'un tour al Nord-oest del Pacifico van programar-se per a ser publicats per Frederick Productions el 2009. El 2010 va publicar el seu àlbum Dook of the Beatniks.
Weber va treballar posteriorment en material en solitari, segons van afirmar persones que el coneixien. L'any 2005, Frederick Productions/Xarxa Newt Records van publicar Steve Weber and the Holy Modal Rounders, B.C. Extret a partir d'un programa de radio de 1976 de Vancouver, BC, aquest és l'únic àlbum comercial on apareixen Weber i la banda completa de Portland al seu punt àlgid. Al llarg dels últims anys també han aparegut un cert nombre d'àlbums en viu dels Rounders.
L'any 2006 es va publicar una pel·lícula documental, The Holy Modal Rounders: Bound to Lose , dirigida per Paul Lovelace i produïda per Sam Douglas. La pel·lícula mostra una aproximació a les vides de Weber i Stampfel, així com la seva carrera com a The Holy Modal Rounders. Tot i així, després de la publicació de la pel·lícula Weber va afirmar públicament que aquesta va oferir una tergiversació de la seva persona i que els directors el van emborratxar deliberadament per fer-li fer el ridícul. Weber va dir que la pel·lícula va destruir The Holy Modal Rounders, aixecar tensions amb la banda i fer que qualsevol retrobament futur fos impossible. 
Weber va morir el 7 de febrer de 2020, als 76 anys, a Mount Clare, Virgínia Occidental.

## Discografia
| Àlbums d'estudi - The Holy Modal Rounders (1964) - The Holy Modal Rounders 2 (1965) - Indian War Whoop (1967) - The Moray Eels Eat The Holy Modal Rounders (1968) - Good Taste Is Timeless (1971) - Alleged in Their Own Time (1975) - Last Round (1978) - Going Nowhere Fast (1980) - Too Much Fun! (1999) | Col·laboracions - Have Moicy! (1976) Recopilacions - I Make a Wish for a Potato (2001) Àlbums en directe - Live in 1965 (2002) - Bird Song: Live 1971 (2004) - Steve Weber and the Holy Modal Rounders, B.C. (2005) |